# Rankin (Fotograf)

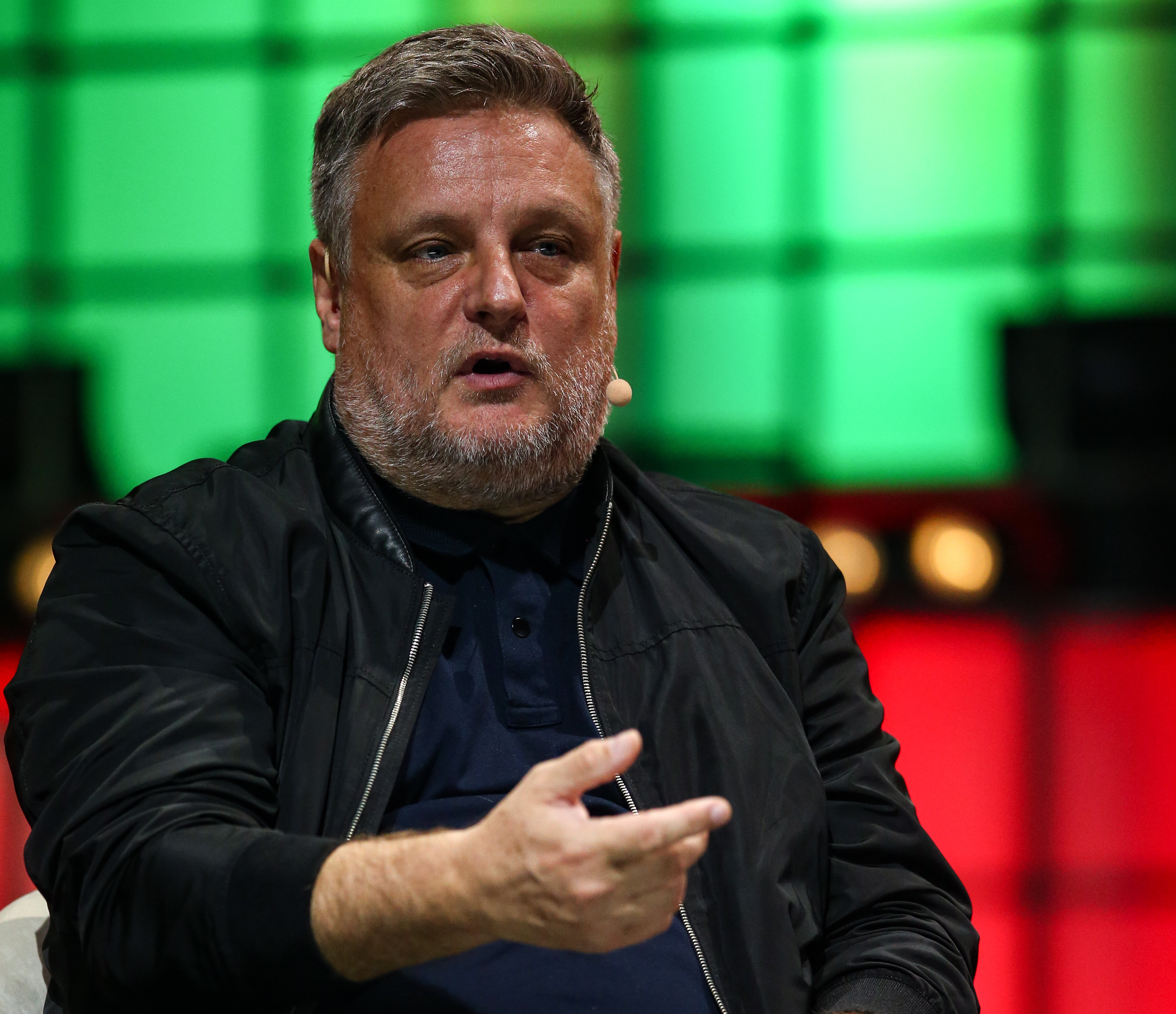
Rankin (2019)

John Rankin Waddell (* 28. April 1966 in Paisley) ist ein britischer Porträt- und Modefotograf.

## Leben
Rankin wurde 1966 im schottischen Paisley in der Nähe von Glasgow geboren und wuchs als Sohn eines Kaufmanns auf. Er ist ein Alumnus des London College of Communication. Gemeinsam mit Jefferson Hack startete er 1991 die monatliche Zeitschrift Dazed and Confused. Im Dezember 2000 veröffentlichte er erstmals seine eigene, vierteljährlich erscheinende Modezeitschrift Rank.
Er fotografierte unter anderem Kate Moss, Heidi Klum, Gisele Bündchen, Keira Knightley, Vivienne Westwood, Katy Perry, Madonna, Cate Blanchett, Nelly Furtado und David Bowie und machte ebenfalls Aufnahmen für Labels wie Hugo Boss und L’Oréal. Seit 2009 fotografiert er für Germany’s Next Topmodel.

## Filmografie
- 2001: Model, Actress, Whatever
- 2003: Perfect
- 2006: The Lives of the Saints

## Bibliografie
- 1999: Female Nudes
- 1999: Life Motorboating Boobs
- 2000: Celebration
- 2000: Snog
- 2000: Rankinworks
- 2001: Rankin Male Nudes
- 2002: Sofasexy: Turning a Cheap Sofa into an Object of Desire
- 2004: Fashion Stories
- 2004: Rankin’s Portraits
- 2004: Breeding: A Study of Sexual Ambiguity
- 2005: Surface Seduction
- 2006: Tuulitastic
- 2006: Breast Friends
- 2007: Visually Hungry
- 2007: Beautiful
- 2009: Alex Box
- 2009: A Photographic Essay of the Macallan Estate
- 2009: Destroy
- 2009: Heidilicious
- 2009: Rankin’s Cheeky
- 2009: Surface Attraction
- 2010: Ten Times Rosie
- 2010: Rankin Jozi
- 2010: Oxfam We are Congo
- 2011: Myths, Monsters & Legends
- 2011: Open Exhibition Catalogue
- 2012: Caroline Saulnier by Rankin
- 2012: Spirit of Ecstasy
- 2012: Ayami Nishimura by Rankin
- 2012: Rankin Portraits
- 2013: MORE by Rankin
- 2014	* „F*CK Y*U RANKIN“ (* 2014)
- 2014: ALIVE: In the Face of Death

## Ausstellungen
- 2015/16 Less is More, Kunsthalle Rostock
- 2012/13: Rankin. Show Off, NRW-Forum